# Lauffen (Baden-Württemberg)
Lauffen é uma cidade da Alemanha, no distrito de Heilbronn, na região administrativa de Estugarda, estado de Baden-Württemberg.

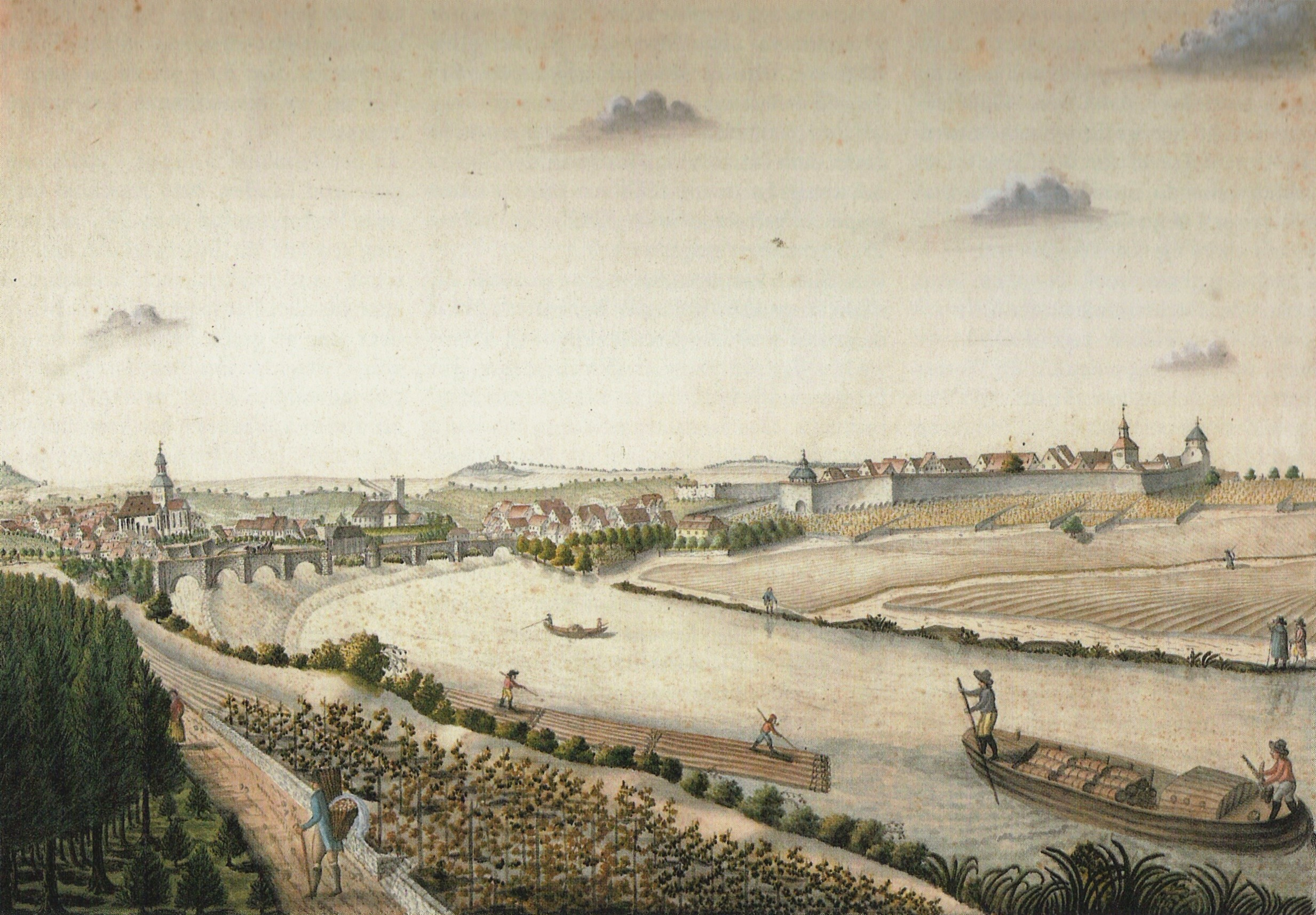
A cidade em 1800
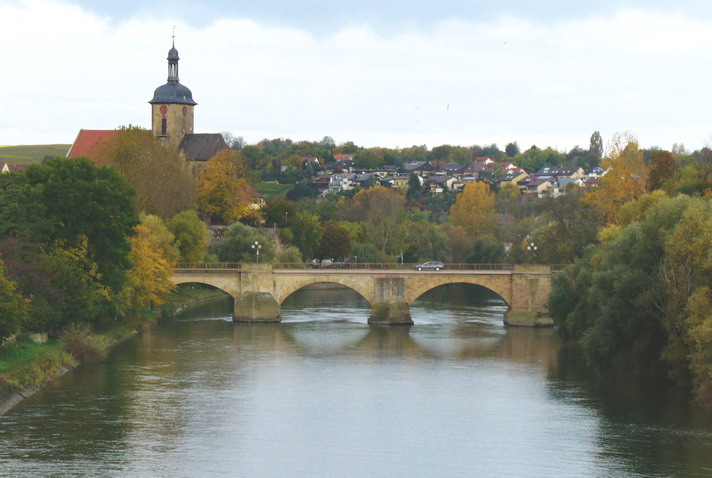
A cidade em 2005